# Nimet Karakuş
Nimet Karakuş (ur. 23 stycznia 1993) – turecka lekkoatletka specjalizująca się w biegach sprinterskich.
Bez sukcesów startowała w mistrzostwach świata juniorów młodszych w Bressanone (2009) oraz mistrzostwach świata juniorów w Moncton (2010). Na czwartych miejscach w biegach na 100 i 200 metrów kończyła rywalizację podczas mistrzostw Europy juniorów w 2011. W 2012 odpadła w eliminacjach mistrzostw Europy, a podczas mistrzostw świata juniorów zdobyła srebrny medal w biegu na 100 metrów. Bez powodzenia startowała na igrzyskach olimpijskich w Londynie. Brązowa medalistka igrzysk śródziemnomorskich (2013). W tym samym roku sięgnęła po złoto i srebro igrzysk solidarności islamskiej.
Uczestniczka drużynowych mistrzostw Europy, medalistka mistrzostw Bałkanów w juniorskich kategoriach wiekowych oraz uczestniczka klubowego pucharu Europy. 
Rekordy życiowe: bieg na 100 metrów – 11,33 (23 czerwca 2012, Eskişehir) / 11,29w (8 czerwca 2013, Stambuł); bieg na 200 metrów – 23,40 (26 czerwca 2013, Mersin).